# Osmundaceae
Ver Pteridophyta para una introducción a las plantas vasculares sin semilla
Osmundales y su única familia Osmundaceae es el más pequeño pero más anciano orden de helechos leptosporangiados (Polypodiopsida) y ocupa una importante posición filogenética como hermano de todo el resto de leptosporangiados vivientes (Hasebe et al. 1995, Pryer et al. 2004, Schuettpelz y Pryer 2007). Osmundaceae se caracteriza por poseer rizomas con una distintiva anatomía en el corte transversal, consistente en toda la familia y única en los helechos (Hewitson 1962, Gifford y Foster 1989 p. 267), esporangios que no están organizados en soros, esporas verdes, y un único set de caracteres reproductivos que parecen intermedios entre los helechos leptosporangiados y los eusporangiados (Kramer 1990): los leptosporangios de Osmundaceae se desarrollan de células iniciales múltiples y producen cientos de esporas, ambos caracteres asociados al desarrollo de los helechos eusporangiados (Bierhost 1971, Ogura 1972). Los esporangios también tienen un característico anillo como un parche o escudo, que causa una dehiscencia longitudinal, distinta de todas las demás morfologías de anillo presentes en los demás helechos leptosporangiados (Bierhost 1971).
Osmundaceae fue largamente reconocido como monofilético. De climas templados y tropicales, su registro fósil comienza en el Pérmico. Poseen poca importancia económica, su importancia es sistemática.

## Caracteres
Con las características de Pteridophyta.
La anatomía del tallo es muy característica: la estela es una sifonostela ectofloica, con un anillo de hebras de xilema discretas, que normalmente aparecen conduplicadas o dos veces conduplicadas en un corte transversal.
Hojas con estípulas en la base de los pecíolos. Las hojas son dimórficas o con porciones fértiles distintas de las estériles (véase ilustración).
Esporangios no organizados en soros. Los esporangios son leptosporangios pero a diferencia de los leptosporangios del resto de las familias de helechos leptosporangiados, se inician de células iniciales múltiples en lugar de una sola, y producen cientos de esporas, ambos caracteres típicos de los eusporangios. Los esporangios son grandes, con 128-512 esporas cada uno. El anillo es un anillo lateral, con forma de parche o escudo, a veces llamado "escudo de dehiscencia", que causa una dehiscencia longitudinal por una hendidura apical (véase ilustración).
Esporas verdes, subglobosas, con marca trilete.
Gametofitos grandes, verdes, cordados, superficiales.
Número de cromosomas: x = 22.

## Ecología y Evolución
El registro fósil comienza en el Pérmico, donde se encuentran numerosos representantes (Tidwell y Ash 1994), y representantes del género Osmunda son conocidos desde el Triásico (Phipps et al. 1998, Vavrek et al. 1996).
De climas templados y tropicales.

## Filogenia
Introducción teórica en Filogenia
Monofilético (Hasebe et al. 1995, Yatabe et al. 1999, Pryer et al. 2001a y 2004b).
Un análisis de ADN sobre la secuencia rbcL de Osmundaceae encontró que Osmunda cinnamomea es hermana de todo el resto de la familia, incluyendo a Leptopteris y Todea (Yatabe et al. 1999). Este estudio también encontró que Osmunda claytoniana es hermana de un clado conteniendo al subgénero Plenasium y al subgénero Osmunda. Si bien esta relación no tenía mucho sostén, Yatabe et al. (2005) propusieron un nuevo subgénero, Claytosmunda Yatabe, Murakami & Iwatsuki, para acomodarlo a la posición filogenética de O. claytoniana.
Osmunda en sentido amplio es parafilético (Metzgar et al. 2008) y hoy se ha dividido en los géneros Osmundastrum y Osmunda en sentido estricto (sensu stricto) tal como lo proponía Yatabe et al. (2005).

## Taxonomía
Introducción teórica en Taxonomía
La clasificación más actualizada es la de Christenhusz et al. 2011 (basada en Smith et al. 2006, 2008); que también provee una secuencia lineal de las licofitas y monilofitas.
- - Orden H. Osmundales Link, Hort. Berol. 2: 138 (1833).

1 familia.
- -     - Familia 8. Osmundaceae Martinov, Tekhno-Bot. Slovar: 445 (1820).

4 géneros (Leptopteris, Osmunda, Osmundastrum, Todea). Referencias: Metzgar et al. (2008), Yatabe et al. (1999).
Ubicación taxonómica: Plantae (clado), Viridiplantae, Streptophyta, Streptophytina, Embryophyta, Tracheophyta, Euphyllophyta, Monilophyta, Clase Polypodiopsida, Subclase Polypodiidae, Orden Osmundales, familia Osmundaceae.
Numerosos tratamientos taxonómicos fueron recomendados para Osmundaceae (Hewitson 1962, Miller 1971, Kramer 1990, Yatabe et al. 2005).
Sensu Smith et al. 2006 son 3 géneros, cerca de 20 spp.:
- Leptopteris C. Presl.
- Todea Willd. ex Bernh.
- Osmunda en 3 subgéneros (Kramer 1990[11]): subgen. Osmunda L. con 3 especies, subgen. Osmundastrum (C. Presl.) C. Presl. con 2 especies, y subgen. Plenasium (C. Presl.) J. Smith con 3 o 4 especies.

Sensu Yatabe et al. (2005) son 4 géneros, avalados por los actuales conocimientos de filogenia (Metzgar et al. 2008):
- Leptopteris C. Presl.
- Todea Willd. ex Bernh.
- Osmundastrum que en la clasificación anterior se ubica dentro de Osmunda, con su única especie, O. cinnamomeum.
- Osmunda con 3 subgéneros: subgen. Claytosmunda con su especie O. claytoniana, subgen. Plenasium y subgen. Osmunda.

Leptopteris y Todea comparten muchos caracteres, entre los que se encuentran las hojas monomórficas y los esporangios que siguen a las venas en pinas fértiles no contráctiles (Kramer 1990), pero los dos géneros son distinguibles.
Leptopteris, con unas 6 especies, tiene hojas tipo film que no tienen estomas, y pocos esporangios desparramados en la superficie abaxial.
Todea, con 2 especies, tiene hojas coriáceas con estomas, y esporangios cubriendo densamente la superficie abaxial (Hennipman 1968, Brownsey 1981).
Osmunda en sentido amplio (sensu lato) se ha distinguido de estos dos géneros por sus pinas fértiles contraídas y contiene 8 a 9 especies.

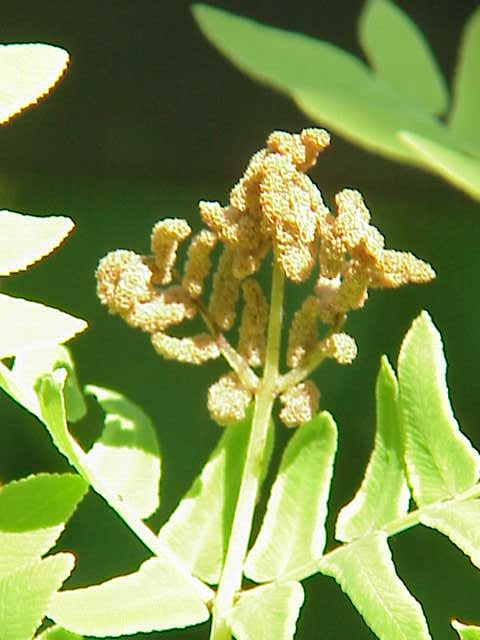
Osmunda regalis Pinas fértiles contraídas.
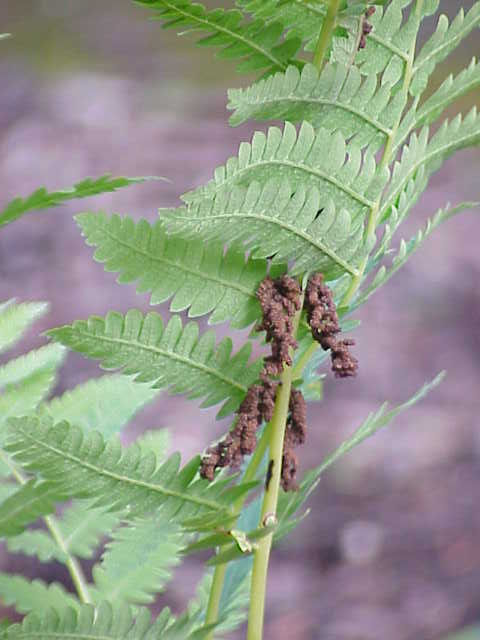
Osmunda claytoniana Pinas fértiles contraídas.

## Importancia económica
Poseen poca importancia económica, su importancia es sistemática.
Algunas especies de Osmunda se cultivan como ornamentales.
La masa densa de raíces que forman los helechos del género Osmunda se usa para producir "fibra de Osmunda", que es empleada como soporte de crecimiento de orquídeas cultivadas y otras plantas epífitas.

### Lecturas recomendadas
- Pryer, Kathleen M., Harald Schneider, Alan R. Smith, Raymond Cranfill, Paul G. Wolf, Jeffrey S. Hunt y Sedonia D. Sipes. 2001. "Horsetails and ferns are a monophyletic group and the closest living relatives to seed plants". Nature 409: 618-622 (resumen en inglés aquí).

- Pryer, Kathleen M., Eric Schuettpelz, Paul G. Wolf, Harald Schneider, Alan R. Smith y Raymond Cranfill. 2004. "Phylogeny and evolution of ferns (monilophytes) with a focus on the early leptosporangiate divergences". American Journal of Botany 91:1582-1598 (resumen en inglés aquí Archivado el 26 de agosto de 2010 en Wayback Machine.).